# Magyarító szótár
A Magyarító szótár (alcíme Idegen szavak magyarul) a Tinta Könyvkiadó gondozásában A magyar nyelv kézikönyvei sorozatban megjelent szótár, amely – fülszövege szerint – átmenetet képez az idegen szavak szótára és a szinonimaszótár között. A címszavakról nem fogalmi meghatározást ad, hanem felsorolja azon magyar szavakat, illetve szókapcsolatokat, amelyek az adott szó helyett szövegbe illeszthetőek.

## Szerkezete
A szótár 12 600 címszót tartalmaz. A címszavak idegen kifejezések, melyekhez összesen 21 700 magyar megfelelőt ad meg. A szócikkek címszavak szerinti ábécésorrendben követik egymást. A cikkek viszonylag egyszerű felépítésűek, a címszó (feketén ki van emelve) után jönnek annak magyar megfelelői. Mivel egy idegen szónak több jelentése is lehet, a meghatározások szinonimasorokban, úgynevezett bokorban lettek megadva. A bokrok "<>" jellel kezdődnek. A címszavak eredetét nem adják meg, de ahol szükségesnek látszott, szögletes zárójelben közlik azok helyes kiejtését.

## Kritikák
A könyv elejére Grétsy László nyelvész írt ajánlót, kifejezve tiszteletét a szerzőnek, összefoglalva a szótár lényegét, használati módját, és egyben arra buzdítva az olvasót, hogy használja ki a magyar szókincs adta lehetőségeket.
A könyv fogadtatása vegyes volt, míg egyes kritikák kizárólag az anyanyelv romlása miatti aggódás, azaz a kiadvány bevallott szándéka szempontjából dicsérték, vagy nagyjából megismételték a kiadó állításait, más recenzensek rámutattak a könyv módszertani és tartalmi hibáira. A nyest.hu weboldal példákkal alátámasztva azt állította, hogy a szótár alkalmatlan arra, hogy idegen szavak megfelelőit keressük ki, sok benne a felesleges és téves információ. A transindex.ro cikkírója amellett, hogy recenzióban szintén felsorol hibákat, összességében hasznosnak és érdekesnek tartja a kiadványt, de csak „azok számára, akik már megtanulták megkülönböztetni a nyelvben otthonra lelt idegen szavakat azoktól, amik sértik a fülünket.”